# Irisbus Proway
De Irisbus Proway is een midibus voor interstedelijk vervoer, geproduceerd door de Franse busfabrikant Irisbus en ontworpen door Cacciamali. De bus werd in 2008 geïntroduceerd en wordt gebouwd in de Italiaanse stad Brescia. In 2013 ging de bus uit productie.
De bus volgt de Otoyol Eurobus Tector op en is vergelijkbaar met de Irisbus Proxys.
Er bestaan twee versies:
- Proway short
- Proway long

## Technische specificaties
|                                  | Proway short                            | Proway long                             |
| -------------------------------- | --------------------------------------- | --------------------------------------- |
| Lengte                           | 7 750 mm                                | 8 450 mm                                |
| Breedte                          | 2 390 mm                                | 2 390 mm                                |
| Hoogte excl. dakunit             | 3 100 mm                                | 3 100 mm                                |
| Hoogte incl. dakunit             | 3 300 mm                                | 3 300 mm                                |
| Wielbasis                        | 3 690 mm                                | 4 185 mm                                |
| Vooroverbouw                     | 1 730 mm                                | 1 730 mm                                |
| Achteroverbouw                   | 2 330 mm                                | 2 535 mm                                |
| Draaicirkel                      | 12 900 mm                               | 14 442 mm                               |
| Motor                            | IVECO F4A Tector 6 Euro 4 / 5 EEV       | IVECO F4A Tector 6 Euro 4 / 5 EEV       |
| Vermogen                         | 217 pk (160 kW)                         | 217 pk (160 kW)                         |
| Versnellingsbak                  | Schakel ZF 6S700 of Automaat ZF 6AS 700 | Schakel ZF 6S700 of Automaat ZF 6AS 700 |
| Aantal zitplaatsen1              | 28 personen                             | 32 / 34 / 36 personen                   |
| Maximaal aantal passagiers2      | ca. 29 personen                         | ca. 33 - 37 personen                    |
| Deurindeling                     | Voor + midden                           | Voor + midden of voor + achter          |
| Inhoud bagageruimte              | 2,3 m³                                  | 2,1 m³ of 2,7 m³                        |
| Aantal zitplaatsen met rolstoel1 | /                                       | 28 + 1 rolstoel of 24 + 2 rolstoelen    |

1= afhankelijk van het aantal deuren en stoelindeling; 2= inclusief bestuurder

## Inzet
In Nederland en in België komt deze bus niet voor. De bus komt wel voor in onder andere Frankrijk en Italië.